# Rulyrana adiazeta
A Rulyrana adiazeta a kétéltűek (Amphibia) osztályába, a békák (Anura) rendjébe, ezen belül az üvegbékafélék (Centrolenidae) családjának Cochranella nemébe tartozó faj.

## Előfordulása
A Rulyrana adiazeta Kolumbia endemikus faja. Természetes élőhelye a szubtrópusi és trópusi nedves síkvidéki és hegyvidéki erdők valamint folyóvizek.